# 相賀駅
相賀駅（あいがえき）は、三重県北牟婁郡紀北町相賀にある、東海旅客鉄道（JR東海）紀勢本線の駅である。

## 歴史
- 1934年（昭和9年）12月19日：鉄道省紀勢東線（現・紀勢本線）三野瀬駅 - 尾鷲駅間延伸時に開設[1][2]。
- 1959年（昭和34年）7月15日：線路名称改定。紀勢東線が紀勢本線へ編入、同線の駅となる[1]。
- 1980年（昭和55年）10月1日：貨物取扱廃止[2]
- 1983年（昭和58年）12月21日：荷物扱い廃止[2]。
- 1987年（昭和62年）4月1日：国鉄分割民営化に伴い、JR東海の駅となる[1][2]。同時に簡易委託駅化（海山町受託）。
- 2005年（平成17年）4月1日：簡易委託解除、終日無人駅化。

## 駅構造
相対式ホーム2面2線を有する列車交換可能な地上駅。開設当初の木造駅舎が手直しされながら残っている。両ホームは跨線橋で連絡している。
尾鷲駅管理の無人駅。1987年4月 - 2005年3月までは簡易委託駅（海山町受託）であった。

### のりば
| 番線 | 路線      | 方向 | 行先             |
| ---- | --------- | ---- | ---------------- |
| 1    | ■紀勢本線 | 上り | 松阪・名古屋方面 |
| 2    | ■紀勢本線 | 下り | 尾鷲・新宮方面   |

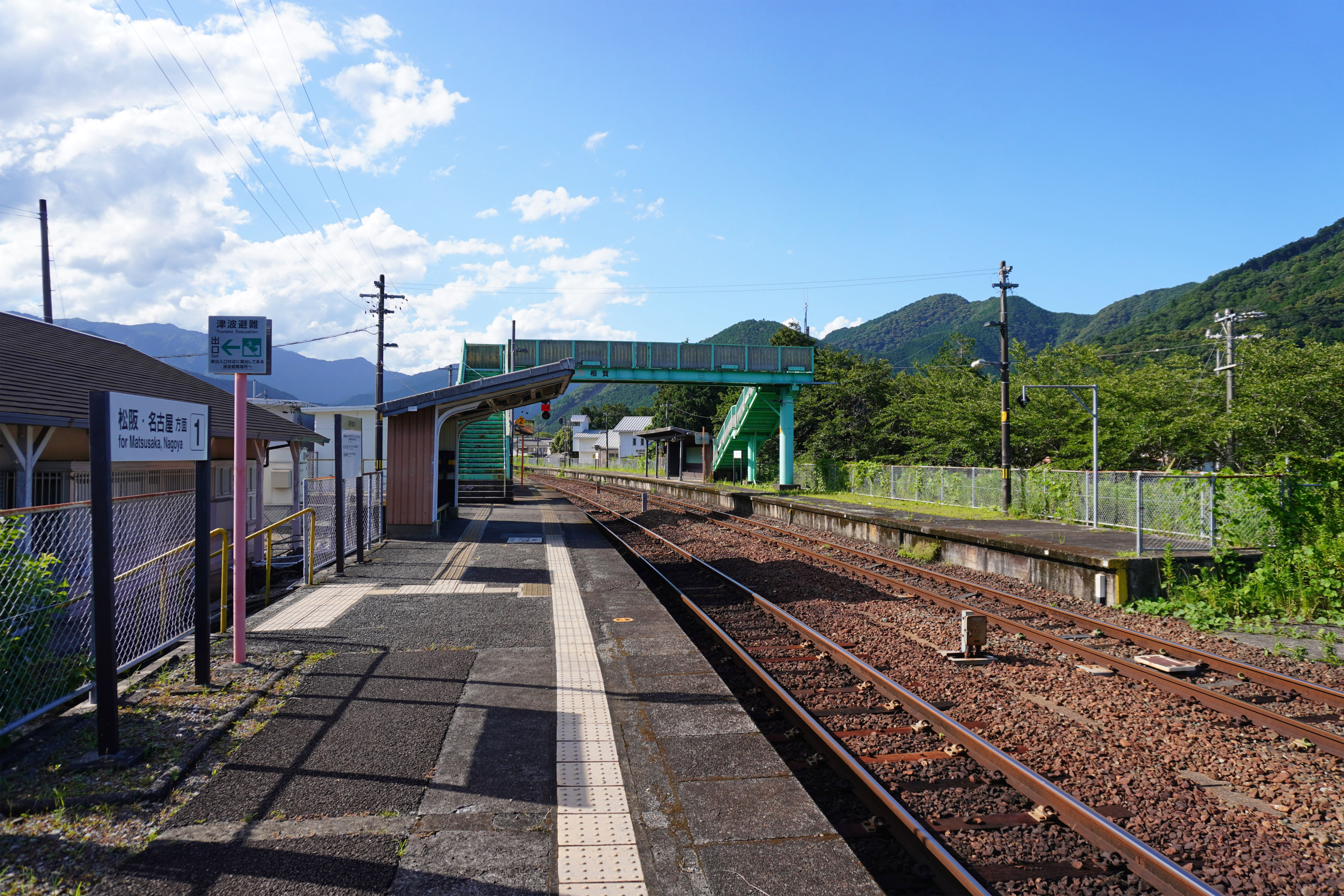
ホーム（2023年7月）

## 利用状況
「三重県統計書」によると、近年の1日平均乗車人員の推移は以下の通り。
| 年度   | 1日平均 乗車人員 |
| ------ | ---------------- |
| 1998年 | 270              |
| 1999年 | 287              |
| 2000年 | 254              |
| 2001年 | 236              |
| 2002年 | 237              |
| 2003年 | 242              |
| 2004年 | 222              |
| 2005年 | 183              |
| 2006年 | 168              |
| 2007年 | 170              |
| 2008年 | 156              |
| 2009年 | 164              |
| 2010年 | 163              |
| 2011年 | 155              |
| 2012年 | 170              |
| 2013年 | 161              |
| 2014年 | 168              |
| 2015年 | 156              |
| 2016年 | 137              |
| 2017年 | 133              |
| 2018年 | 128              |
| 2019年 | 122              |

## 駅周辺
周辺は旧・海山町の中心地であり、市街地が広がる。付近では山が海岸線近くに迫っており、海山市街地はそれらの山と船津川、銚子川、白石湖に挟まれたごく狭い場所にある。白石湖ではカキ（渡利かき）の養殖も行われている。
駅前に三重交通の相賀駅前バス停がある。
- 紀北町役場海山総合支所
- 紀北町立潮南中学校
- 三十三銀行海山支店
- 紀北町海山図書室[4]
- 紀北町立相賀小学校
- 海山相賀郵便局
- 伊勢農協海山支店
- 百五銀行海山支店
- 紀北信用金庫海山支店
- 紀勢自動車道海山IC
- 紀北町児童図書室[5]
- 三重県道202号須賀利港相賀停車場線
- 三重県道540号相賀停車場線

## 隣の駅
東海旅客鉄道（JR東海）
■紀勢本線
船津駅 - 相賀駅 - 尾鷲駅